# Ricardo Leal
Ricardo Leal es un artista escénico  y  comunicador mexicano. neoleonés . regiomontano, y sampetrino. Destacado como cantante, actor, autor, compositor, entrenador actoral, director y productor de cortometrajes y videoclips.  Se ha destacado como cantante y actor de teatro, cine y televisión logrando una carrera muy diversa que abarca varios géneros y formatos desde la comedia musical hasta las telenovelas, pasando por el cine. Se ha destacado también como maestro de voz y de actuación técnica.

## Biografía
Nacido en Monterrey, Nuevo León. Creció en San Pedro Garza García, donde hizo sus estudios desde preescolar hasta preparatoria en el colegio franciscano: Centro Escolar Gante. Es licenciado en Ciencias de la Comunicación con especialidad en Periodismo por la Universidad Autónoma de Nuevo León. Además estudió Programación Neurolingüística en el Instituto de Programación Neurolingüística de Monterrey y esta Certificado Internacionalmente por Delozier International Associattes. Como actor estudió en el CEAM Centro de Educación Artística de Televisa en Monterrey, además de ser egresado del Taller de Perfeccionamiento Actoral de Televisa discípulo de los grandes actores y maestros: Sergio Jiménez y Adriana Barraza (actriz ganadora del premio Ariel y nominada al premio Óscar).
Es hijo del fallecido cantante de ópera famense: Ricardo Villanueva  y de la profesora sampetrina Olivia Leal Ramírez  de quien heredó sus dotes docentes. Desde muy chico mostró grandes dotes artísticas y para la enseñanza; en su juventud comenzó a dar clases en las escuelas que dirigía su madre como maestro suplente, luego fue alfabetizador piloto del Programa Nacional de Alfabetización (PRONALF) en 1982 y fue asesor voluntario dando clases de primaria y secundaria (Educación para Adultos) hasta 1984, año en el que inició sus estudios de artes escénicas con grandes maestros regiomontanos como Javier Serna, Sergio García y Dulce María González, entre otros; al mismo tiempo que comenzó sus estudios profesionales en Comunicación en la Facultad de Ciencias de la Comunicación de la UANL donde, además de graduarse con mención honorífica, ganó diversos festivales de la canción de su universidad; llegando a ganar el Festival Estatal “Las Universidades Cantan” en 1986, triunfo por el cual fue invitado a “apadrinar” la primera emisión del programa de televisión Proyección 2000 de Ricardo Rocha de Televisa en la Ciudad de México al que fue invitado en varias ocasiones más.
Se destacó en 1987 ganando el tercer lugar nacional del Festival Valores Bacardí y Cía. por lo que cantó en los más famosos programas de Televisa como: Siempre en Domingo con Raúl Velasco, Estrellas de los 80’s con Gloria Calzada y En Pantalla con Paco Stanley.
En 1989 regresó a Monterrey para participar en festivales en beneficio de los damnificados del huracán Gilberto y se quedó a estudiar en el CEAM dirigido por Miguel Ángel Ferriz (1990-1991). A finales de 1991 viajó a la Ciudad de México para desarrollar su carrera artística en Teatro, Cine y Televisión.

## Televisión

### Telenovelas
Ha participado en 22 telenovelas entre las que destacan:
- Oficial Noriega  en  Valeria y Maximiliano (1992).
- Italo (Guarura de Nestor)  en DKDA (2000).
- El Director en El juego de la vida (2002).

Participó también en telenovelas como:
- Muchachitas, El vuelo del águila, La antorcha encendida, Tenías que ser tú y El noveno mandamiento, entre otras.

### Programas
- Esteban  y  Braulio en  La telaraña  (1994).
- Walter en Desde Gayola  (2002).

## Teatro

### Comedia Musical
| Año  | Personaje      | Obra                        | Director         | Compañía | Teatro                           |  |
| ---- | -------------- | --------------------------- | ---------------- | -------- | -------------------------------- |  |
| 2006 | Fraile Lorenzo | Romeo y Julieta, El Musical | Marcelo González | Teló     | Espacio Verona, Parque Fundidora |  |

"La compañía en su mayoría está integrada por jóvenes actores, bailarines y cantantes, sin embargo, cuenta con la experiencia de actores profesionales, como… y Ricardo Leal, que son figuras reconocidas en este ámbito a nivel nacional".
“Los roles estelares están a cargo de… dos jóvenes regiomontanos sin experiencia que en este montaje se están enfrentando a compañeros que ya gozan de una trayectoria en musicales como… Ricardo Leal (Fray Lorenzo).” 

“Aunque los protagonistas no cuentan con renombre ni experiencia alternan con colegas, que gozan con una respetable trayectoria como… Ricardo Leal (Fray Lorenzo)…”

## Cine

### Filmografía como actor
| Año  | Personaje  | Cortometraje       | Director           | Compañía                                  |  |
| ---- | ---------- | ------------------ | ------------------ | ----------------------------------------- |  |
| 2001 | Deportista | El Guardadito      | JUAN RIOS          | MCTB Movimiento Cultural Techo Blanco     |  |
| 2001 | Carlos     | Alguien Vio a Lola | VANESA BAUCHE      | MCTB Movimiento Cultural Techo Blanco     |  |
| 2000 | Voyeur     | Me Mirabas         | José Antonio Lendo | CCC/MCTB Movimiento Cultural Techo Blanco |  |

### Filmografía como director
| Año  | Cortometraje                                     | Productor                     | Compañía                                                               |  |
| ---- | ------------------------------------------------ | ----------------------------- | ---------------------------------------------------------------------- |  |
| 2001 | La Historia de la Historia que no se Dejó Contar | Vanesa Bauche                 | Gob. Edo. Guerrero / MCTB Movimiento Cultural Techo Blanco             |  |
| 2000 | Tejiendo Sueños                                  | Ricardo Leal/Jorge Bortolussi | MCTB Movimiento Cultural Techo Blanco Mty / Cooperativa "El Conde Leal |  |

Entre otros.